# Droga R8 (Belgia)
Droga R8 lub Obwodnica Kortrijk (fla. Ring rond Kortrijk) – obwodnica belgijskiego miasta Kortrijk o parametrach autostrady.
Droga jednocześnie pełni funkcję drogi tranzytowej łączącej autostrady A14 i A19. Dzięki temu umożliwia przejazd pomiędzy Gandawą i Ieper.